# 말뱅이나물

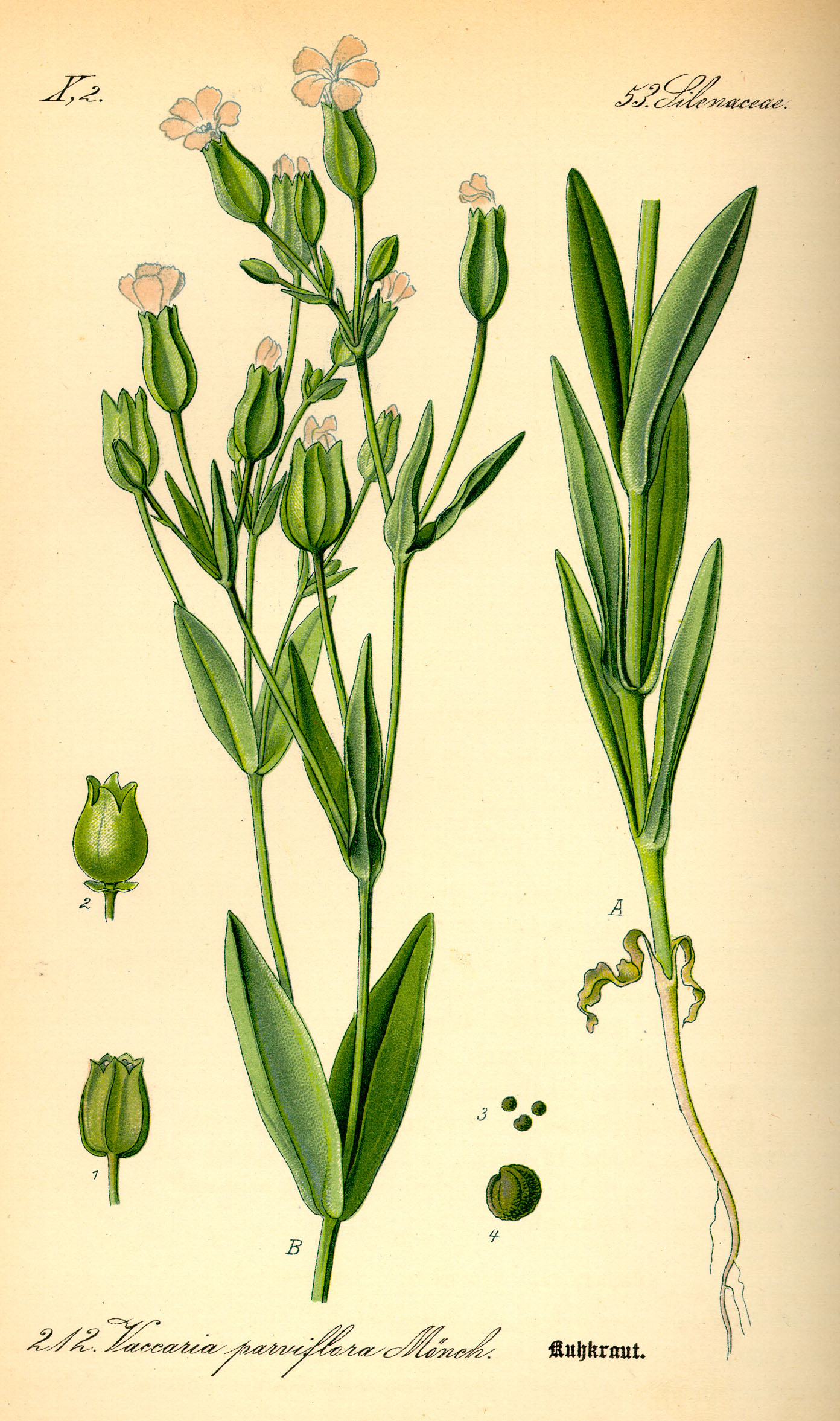

말뱅이나물(학명: Saponaria vaccaria)은 중국 원산의 귀화 식물이다. 한국 중부 이남의 들에 나는 한해살이 또는 두해살이풀로 높이 50cm이다. 줄기 윗부분에서 가지가 갈라지고 털이 없다. 잎은 어긋나며 난상 피침형 또는 피침형, 분백색, 잎자루는 없으며, 잎 밑이 줄기를 둘러싸고, 가장자리는 밋밋하다. 꽃은 줄기 끝에 다리는 취산꽃차례로 연분홍색, 꽃자루 중앙에 작은 포가 있다. 꽃받침은 난상 원통형, 날개 모양의 5개의 능선이 있고, 길이 15mm, 끝이 얕게 5갈래이다. 꽃잎은 도란형, 끝에 얕은 톱니가 있고, 수술 10개, 암술대 2개이다. 열매는 삭과, 4개로 갈라지고, 넓은 난형이다. 씨는 다수이고 갈색의 둥근 모양이며, 잔 돌기가 있다.